# Tomán Szabina
Tomán Szabina (Tatabánya, 1979. október 21. –) a Toman Lifestyle Kft. alapító-tulajdonosa, üzletasszony, befektető.

## Életútja
A család harmadik gyermekeként született. Édesapja korai halála miatt nővérével és bátyjával együtt édesanyja nevelte fel.
16 éves volt, amikor iskolából hazafelé menet megszólították az utcán, hogy csatlakozzon egy akkor induló modellügynökséghez. 1997-ben beválasztották az Év Arca versenyre, ahol másodikként végzett, ezzel pedig elindult modellkarrierje. A szakmát Budapesten tanulta ki, egy évvel később pedig már Rómában, a Spanyol lépcsőnél tartott divatbemutatón neves modellek társaságában debütált. 18-19 éves korától kezdve külföldi divatbemutatókon dolgozott, 25 éves koráig járta a világot. Több hazai tervezővel (Náray Tamás, Makány Márta, Sentiments divatház) is együtt dolgozott.
Első férje Árpa Attila volt, házasságukból 2007-ben született Amira. Második férje Szini Béla, akitől 2018-ban született Szofi.
Első gyermeke megszületése után súlyproblémákkal küzdött, súlyfeleslegét egy fehérje-diéta segítségével sikerült leadnia, ebből alkotta meg a Toman életmód-programot. 2015-ben, 15 év modellkarrier után alapította meg saját cégét, a Toman Lifestyle Kft-t. mely 5 év alatt egymilliárdos franchise-rendszerben működő vállalkozássá nőtte ki magát, közel 30 hazai, 2017-től pedig több külföldi (román, osztrák) szalonnal is rendelkezik.
Négy évadon keresztül volt az RTL Cápák között című üzleti show-műsorának egyetlen női befektetője.
2023-tól 2024 februárjáig Novák Katalin, volt köztársasági elnökasszony elnöki tanácsadó csapatának tagja.
Missziója a nők helyzetének javítása, hogyan lehet a női munkavállalókat segíteni, gyermekvállalás után visszaintegrálni őket a munka világába, hogyan lehet bátorítani őket arra, hogy nőként indítsák el a vállalkozásukat. Tomán Szabina többéves szakmai tapasztalatával szeretné segíteni, hogy a nők minél sikeresebbek legyenek a munka világában.

## Jószolgálati munkái
Hiventures StartupHER női vállalkozói programjának mentora 2019 óta
Cége építésének kezdetekor sokszor szembesült azzal, hogy az üzleti világ férfilakta terület, éppen ezért is tartja missziójának női vállalkozók mentorálását és fejlesztését, elkötelezetten hisz abban, hogy az üzleti világ női szereplőinek kötelességük támogatni egymást.
Az UNICEF bajnoka és nagykövete, a Mosoly Alapítvány 42 mosoly programjának támogatója, dolgozik még a Bátor Táborral, a Magyar Vakok és Gyengénlátók Országos Szövetségével, az Anyák az anyákért alapítvánnyal, és az Országos Vérellátó Szolgálattal.

## Díjai, jelölései
- Glamour Women of The Year – az Év Vállalkozója kategória nyertese (2019)[8]
- Ernst & Young az Év Üzletembere díj Életminőség Fejlesztése különdíj jelöltje (2019)
- Vállalkozók     és Munkáltatók Országos Szövetsége – Kiemelkedő Társadalmi     Szerepvállalásért Díj (2022) [9]

## Könyvei
- Egészségesen, tománosan – receptek Szabinától, Toman Lifestyle, 2017[10]
- Siker a mosoly mögött – Mutatom, hogyan csináld, Athenaeum Kiadó, 2022 [11]

## Televíziós szereplései
- A Konyhafőnök VIP 3. évad (2018)[12]
- Cápák között (2020-2023)[13]
- Az álommeló (2023) – vendég (1. évad, 19. epizód)
- Next Top Model Hungary (2024) – zsűritag